# Spoonman
Singles de Soundgarden
Rusty Cage
(1992) The Day I Tried to Live
(1994)
Spoonman est une chanson du groupe grunge Soundgarden. C'est la 8e piste de l'album Superunknown et le premier single.
À l'origine, Spoonman est une démo composée par Chris Cornell pour le film Singles de Cameron Crowe en 1992 sous le titre Spoon Man. Elle figure sur l'EP de Cliff Poncier, chanteur interprété par Matt Dillon. Jeff Ament, guitariste de Pearl Jam en trouve le titre en hommage à Artis the Spoonman (en), un artiste de rue de Seattle qui joue des percussions avec des cuillères. Pour Cornell, la chanson évoque « le paradoxe entre l'homme qu'[Artis] et comment les gens le perçoivent. C'est un musicien de rue, mais quand il joue dans la rue, on lui donne une valeur et on le juge de manière complètement fausse. Les gens pensent qu'il vit dans la rue ou qu'il fait ça parce qu'il ne peut pas garder un emploi stable. Ils lui ont mis quelques chevilles sur l'échelle sociale parce que c'est ainsi qu'ils perçoivent quelqu'un qui s'habille différemment ».
Aux États-Unis, le single se classe à la 3e place du classement des Mainstream Rock Tracks chart et à la 9e place de celui des Alternative Songs.

## Charts
| Chart                  | Durée du classement | Position | Date            |
| ---------------------- | ------------------- | -------- | --------------- |
| Mainstream Rock Tracks | 26 semaines         | 3e       | 7 mai 1994      |
| Alternative Songs      | 10 semaines         | 9e       | 9 avril 1994    |
| ARIA Charts            | 8 semaines          | 23e      | 20 février 1994 |
| RPM Top Singles        | 15 semaines         | 12e      | 23 mai 1994     |
| IRMA                   | 2 semaines          | 23e      | 24 février 1994 |
| RMNZ Singles Top40     | 7 semaines          | 10e      | 20 mars 1994    |
| Mega Top 50            | 3 semaines          | 37e      | 9 avril 1994    |
| UK Singles Chart       | 4 semaines          | 20e      | 20 février 1994 |
| Sverigetopplistan      | 1 semaine           | 37e      | 4 mars 1994     |

## Distinction
- Grammy Awards 1995 : Grammy Award de la meilleure prestation metal